# Egnasia microtype
Egnasia microtype là một loài bướm đêm trong họ Noctuidae.